# آیلزباخ
آیلزباخ (به آلمانی: Ailsbach) یک آب‌گذر و رود در آلمان است که در فورشایم واقع شده‌است.